# Submarino U-549
El submarino alemán U-549 fue un submarino tipo IXC/40 de la Kriegsmarine de la Alemania nazi durante la Segunda Guerra Mundial . El submarino se colocó el 28 de septiembre de 1942 en el astillero Deutsche Werft en Hamburgo, se botó el 28 de abril de 1943 y fue puesto en servicio el 14 de julio de 1943 bajo el mando del Kapitänleutnant Detlev Krankenhagen. Después de entrenar con la 4ª Flotilla de submarinos en Stettin, Polonia, el submarino fue transferido a la 10ª Flotilla de submarinos para el servicio de primera línea el 1 de enero de 1944. 

## Diseño
Los submarinos alemanes Tipo IXC/40 eran un poco más grandes que los Tipo IXC originales . El U-549 tenía un desplazamiento de 1.144 toneladas (1.126 toneladas largas) cuando estaba en la superficie y 1.257 toneladas (1.237 toneladas largas) mientras estaba sumergido.  El submarino tenía una longitud total de 76,76 m (251 pies 10 pulgadas), una longitud de casco de presión de 58,75 m (192 pies 9 pulgadas), una manga de 6,86 m (22 pies 6 pulgadas), una altura de 9,60 m (31 pies 6 pulgadas) y un calado de 4,67 m (15 pies 4 pulgadas). El submarino estaba propulsado por dos motores diésel MAN M 9 V 40/46 sobrealimentados de cuatro tiempos y nueve cilindros .produciendo un total de 4400 caballos de fuerza métricos (3240 kW; 4340 shp) para uso en superficie, dos motores eléctricos de doble acción Siemens-Schuckert 2 GU 345/34 que producen un total de 1000 caballos de fuerza en el eje (1010 PS; 750 kW) para uso mientras sumergido. Tenía dos ejes y dos hélices de 1,92 m (6 pies ) . El barco era capaz de operar a profundidades de hasta 230 metros (750 pies).
El submarino tenía una velocidad máxima en superficie de 18,3 nudos (33,9 km/h; 21,1 mph) y una velocidad máxima sumergida de 7,3 nudos (13,5 km/h; 8,4 mph).  Cuando estaba sumergido, el barco podía operar durante 63 millas náuticas (117 km; 72 mi) a 4 nudos (7,4 km/h; 4,6 mph); cuando salió a la superficie, podría viajar 13,850 millas náuticas (25,650 km; 15,940 mi) a 10 nudos (19 km / h; 12 mph). El U-549 estaba equipado con seis tubos lanzatorpedos de 53,3 cm (21 pulgadas) (cuatro instalados en la proa y dos en la popa), 22 torpedos , un cañón naval SK C/32 de 10,5 cm (4,13 pulgadas) , 180 proyectiles y un SK C/30 de 3,7 cm (1,5 pulgadas) y un cañón antiaéreo C/30 de 2 cm (0,79 pulgadas). El submarino tenía espacio para una tripulación de 48 marineros.

## Historial de servicio

### Primera patrulla
El U-549 partió de Kiel el 11 de enero de 1944 y navegó hacia el Atlántico medio, a través de la brecha entre Islandia y las Islas Feroe, pero no tuvo éxito. El submarino llegó a la comuna francesa de Lorient en la Francia ocupada el 26 de marzo después de 76 días a deriva en el mar.

### Segunda patrulla y pérdida
El submarino salió de Lorient el 14 de mayo de 1944 y navegó hacia las aguas del noroeste de las Islas Canarias . A las 20:13 del 29 de mayo de 1944, el U-549 se deslizó a través de la pantalla antisubmarina del grupo cazador-asesino TG 21.11 y disparó tres torpedos T-3 contra el portaaviones de escolta USS Block Island, impactándolo con dos torpedos y dañando gravemente la embarcación, que luego se hundió. A las 20:40 horas el submarino disparó una salva de torpedos acústicos T-5, dañando gravemente al destructor de escolta Barr (DE-576) .Barr (DE-576). El Ahrens (DE-575) lanzó un contraataque con cargas de profundidad junto con el Eugene E. Elmore que hundió finalmente al submarino U-549, en la posición 31°13′N 23°03′O / 31.217, -23.050.

### Manadas de lobos
El U-549 participó en tres manadas de lobos, a saber:
- Igel 1 (3 - 17 de febrero de 1944)
- Hai 1 (17 - 22 de febrero de 1944)
- Preussen (22 de febrero - 22 de marzo de 1944)

## Resumen de la historia de incursiones
| Fecha              | Nombre del barco | Nacionalidad                 | Tonelaje | destino |
| ------------------ | ---------------- | ---------------------------- | -------- | ------- |
| 29 de mayo de 1944 | USS Barr         | Armada de los Estados Unidos | 1,300    | Dañado  |
| 29 de mayo de 1944 | USS Block Island | Armada de los Estados Unidos | 9,393    | hundido |